# 테야 벨라크
테야 벨라크(슬로베니아어: Teja Belak, 1994년 4월 22일~)는 슬로베니아의 체조 선수이다. 2016년 하계 올림픽에 슬로베니아 국가대표로 참가했다.